# Майкаммер
Майкаммер (нем. Maikammer) — община в Германии, в земле Рейнланд-Пфальц. 
Входит в состав района Южный Вайнштрассе. Подчиняется управлению Майкаммер.  Население составляет 4198 человек (на 31 декабря 2010 года). Занимает площадь 13,68 км².